# Hit 'Em Up Style (Oops!)
Singles de Blu Cantrell
I'll Find a Way
(2001)
Hit 'Em Up Style (Oops!) est le premier single de la chanteuse américaine Blu Cantrell. Il a atteint la 2e place du Billboard Hot 100 aux États-Unis.

## Pistes
| Arista 74321888122 | Arista 74321888122                                            | Arista 74321888122 | Arista 74321888122 | Arista 74321888122 | Arista 74321888122 | Arista 74321888122 | Arista 74321888122 | Arista 74321888122 | Arista 74321888122 |
| No                 | Titre                                                         | Durée              |                    |                    |                    |                    |                    |                    |                    |
| ------------------ | ------------------------------------------------------------- | ------------------ | ------------------ | ------------------ | ------------------ | ------------------ | ------------------ | ------------------ | ------------------ |
| 1.                 | Hit 'Em Up Style (Oops!) (Album Version (Radio Edit))         | 4:02               |                    |                    |                    |                    |                    |                    |                    |
| 2.                 | Hit 'Em Up Style (Oops!) (Remix (featuring Foxy Brown))       | 4:12               |                    |                    |                    |                    |                    |                    |                    |
| 3.                 | Hit 'Em Up Style (Oops!) (Remix (featuring Jazze Pha & L.O.)) | 4:38               |                    |                    |                    |                    |                    |                    |                    |
| 4.                 | Hit 'Em Up Style (Oops!) (Album Version (Instrumental))       | 4:12               |                    |                    |                    |                    |                    |                    |                    |
| 17:04              |                                                               |                    |                    |                    |                    |                    |                    |                    |                    |

## Classements
| Classement (2001)                             | Meilleure position |
| --------------------------------------------- | ------------------ |
| Allemagne (GfK Entertainment)                 | 60                 |
| Australie (ARIA)                              | 3                  |
| Belgique (Flandre Ultratop 50 Singles)        | 46                 |
| Belgique (Wallonie Ultratip 50)               | 12                 |
| Canada (Soundscan)                            | 7                  |
| Danemark (Tracklisten)                        | 16                 |
| Écosse (OCC)                                  | 19                 |
| États-Unis (Billboard Hot 100)                | 2                  |
| États-Unis (Hot R&B/Hip-Hop Singles & Tracks) | 6                  |
| États-Unis (Latin Pop Airplay)                | 26                 |
| États-Unis (Top 40 Tracks)                    | 1                  |
| États-Unis (Tropical/Salsa Airplay)           | 15                 |
| France (SNEP)                                 | 47                 |
| Irlande (IRMA)                                | 37                 |
| Italie (FIMI)                                 | 26                 |
| Norvège (VG-lista)                            | 12                 |
| Nouvelle-Zélande (RMNZ)                       | 3                  |
| Pays-Bas (Nederlandse Top 40)                 | 8                  |
| Pays-Bas (Single Top 100)                     | 10                 |
| Royaume-Uni (UK Dance Chart)                  | 7                  |
| Royaume-Uni (UK Indie Chart)                  | 21                 |
| Royaume-Uni (UK R&B Chart)                    | 8                  |
| Royaume-Uni (UK Singles Chart)                | 12                 |
| Suède (Sverigetopplistan)                     | 35                 |
| Suisse (Schweizer Hitparade)                  | 77                 |

| Classement (2001)                                    | Position |
| ---------------------------------------------------- | -------- |
| Australie (ARIA)                                     | 54       |
| États-Unis (Billboard Hot 100)                       | 11       |
| États-Unis (Hot Latin Tropical/Salsa Airplay Titles) | 33       |
| États-Unis (Hot R&B/Hip-Hop Singles & Tracks)        | 59       |
| États-Unis (Hot Top 40 Tracks)                       | 15       |
| Nouvelle-Zélande (RIANZ)                             | 23       |
| Pays-Bas (Nederlandse Top 40)                        | 59       |
| Pays-Bas (Single Top 100)                            | 97       |

| Pays             | Certification | Ventes certifiées |
| ---------------- | ------------- | ----------------- |
| Australie (ARIA) | Or            | 35 000            |